# Hemipsilichthys nimius
Hemipsilichthys nimius är en fiskart som beskrevs av Pereira, Reis, Souza och Lazzarotto 2003. Hemipsilichthys nimius ingår i släktet Hemipsilichthys och familjen Loricariidae. Inga underarter finns listade i Catalogue of Life.